# Associazioni dilettantistiche locali delle società calcistiche (Grecia)
Le associazioni dilettantistiche locali delle società calcistiche (in greco: Τοπικές ερασιτεχνικές Ενώσεις Ποδοσφαιρικών Σωματείων) sono le associazioni che organizzano i campionati dilettantistici della piramide del campionato greco di calcio, a partire quindi dal quarto livello di essa.
La sua composizione varia di anno in anno, in base alle squadre iscritte. Il formato generale, prevede diversi livelli che vanno dall’A1 al C. Di conseguenza, ogni associazione ha più o meno livelli nella propria piramide calcistica.
All’interno delle associazioni, il numero delle squadre promosse e retrocesse viene definito internamente da ogni associazione, così come le modalità con cui avvengono.

## Storia
Verso la fine del XIX secolo, il valore dell'esercizio fisico venne gradualmente riconosciuto e inserito nelle attività parallele dei club generalisti. Seguirono poi i club puramente sportivi e, infine, i club specializzati in un singolo sport (nel 1906 fu fondato il primo club puramente calcistico della Grecia, l’SP Goudi dell’omonimo quartiere di Atene). In questo quadro generale, a partire dal 1924 , si formarono le prime associazioni calcistiche dilettantistiche (in greco: Ενώσεις Ποδοσφαιρικών Σωματείων, sigla Ε.Π.Σ., traslitterazione E.P.S.), quando nelle due città più grandi della Grecia, Atene e Salonicco, vennero organizzate le prime Federazioni calcistiche locali greche .
- Le prime 10 prefetture in cui furono creati gli E.P.S. furono Atene, Salonicco, Pireo, Patrasso (Acaia), Eubea-Beozia, Tracia, Candia, Tessaglia, Messenia e Kavala.
- Decennio in cui furono fondate la maggior parte delle Associazioni (1946-1956): Argolide-Corinzia, Rethymno, Dodecaneso, Lesbo, Chania, Samo, Ftiotide-Focide, Epiro, Corfù, Laconia, Arcadia, Macedonia centro-occidentale (Imazia), Serres e Macedonia nord-occidentale (Kozani).
- Verso la metà degli anni '60, altre 4 associazioni furono aggiunte all'elenco delle E.P.S.: Kilkis, Larissa, Drama e Argolida.
- Periodo 1967-1974: vengono create altre otto E.P.S. (Etolia-Acarnania, Karditsa, Calcidica, Evros, Elide-Zante, Pella, Beozia e Trikala).
- Decennio 1975-1985: aggiunta di altri 12 E.P.S. (Kastoria, Xanthi, Florina, Cefalonia-Itaca, Cicladi, Pieria, Arta, Preveza-Lefkada, Grevena, Lassithi, Tesprozia e Focide).
- Periodo 1986-2003: Gli ultimi E.P.S. (Zante, Euritania, Attica orientale e Attica occidentale) completano la mappa del calcio amatoriale.
- La categoria A' delle associazioni locali è ora considerata la quarta serie del campionato greco di calcio dopo l'abolizione della Delta Ethniki nel 2013.

La prima categoria di questi campionati ha ricoperto diversi livelli nella piramide del calcio greco, a partire dal 1959, con le altre categorie naturalmente a scendere:
- 1959-1962: 2° livello
- 1962-1965: 3° livello
- 1965-1967: 4° livello
- 1967-1977: 3° livello
- 1977-1982: 4° livello
- 1982-2013: 5° livello
- 2013-2019: 4° livello
- 2019-2021: 5° livello
- 2021-2026: 4° livello
- 2026-: 5° livello

## Lista delle associazioni
| Periferia                    | Associazione                          | Nome in greco                             | Sede           | Istituzione | Detentore 1° livello              | Sito                                    |
| ---------------------------- | ------------------------------------- | ----------------------------------------- | -------------- | ----------- | --------------------------------- | --------------------------------------- |
| Attica                       | E.P.S. Atene                          | Ε.Π.Σ. Αθηνών                             | Atene          | 1924        | Kentavros Vrilission Doxa Vyronos | https://www.epsath.gr/                  |
| Attica                       | E.P.S. Attica Orientale               | Ε.Π.Σ. Ανατολικής Αττικής                 | Pallene        | 2000        | Saronikos Anavyssou               | https://www.epsana.gr/                  |
| Attica                       | E.P.S. Attica Occidentale             | Ε.Π.Σ. Δυτικής Αττικής                    | Eleusi         | 2003        | Aspropyrgos                       | https://www.epsda.gr/                   |
| Attica                       | E.P.S. Pireo, Argosaronico e Citera   | Ε.Π.Σ. Πειραιά, Αργοσαρωνικού & Κυθήρων   | Il Pireo       | 1925        | Ionikos Aias Salaminas            | https://www.epspeir.gr/                 |
| Creta                        | E.P.S. Candia                         | Ε.Π.Σ. Ηρακλείου                          | Candia         | 1929        | Neos Irodotos                     | https://www.epsirak.gr/                 |
| Creta                        | E.P.S. Lasithi                        | Ε.Π.Σ. Λασιθίου                           | San Nicolò     | 1982        | Neapolis                          | https://www.epslasithiou.gr/gr          |
| Creta                        | E.P.S. Retimo                         | Ε.Π.Σ. Ρεθύμνου                           | Retimo         | 1946        | Ermis Zonianon                    | https://www.epsr.gr/                    |
| Creta                        | E.P.S. La Canea                       | Ε.Π.Σ. Χανίων                             | La Canea       | 1950        | Granitis                          | https://www.epshanion.gr/               |
| Egeo Meridionale             | E.P.S. Dodecaneso                     | Ε.Π.Σ. Δωδεκανήσου                        | Rodi           | 1947        | Apollon Kalythion                 | https://www.epsdod.gr/                  |
| Egeo Meridionale             | E.P.S. Cicladi                        | Ε.Π.Σ. Κυκλάδων                           | Ermopoli       | 1980        | Thyella Kamariou                  | https://www.epskyklades.gr/             |
| Egeo Settentrionale          | E.P.S. Lesbo e Lemno                  | Ε.Π.Σ. Λέσβου & Λήμνου                    | Mitilene       | 1948        | Olympos Agiasou                   | https://www.epsl.gr/                    |
| Egeo Settentrionale          | E.P.S. Samo e Icaria                  | Ε.Π.Σ. Σάμου & Ικαρίας                    | Samo           | 1951        | Pythagoras Kontakaiikon           | https://eps-samou.gr/                   |
| Egeo Settentrionale          | E.P.S. Chio                           | Ε.Π.Σ. Χίου                               | Chio           | 1939        | Thyella Chalkiou                  | https://www.epsxiou.gr/                 |
| Epiro                        | E.P.S. Arta                           | Ε.Π.Σ. Άρτας                              | Arta           | 1981        | Proodos Rogon                     | http://www.epsartas.gr/                 |
| Epiro                        | E.P.S. Epiro (Giannina)               | Ε.Π.Σ. Ηπείρου (Ιωαννίνων)                | Giannina       | 1952        | Thyella Eleousas                  | https://www.epsip.gr/                   |
| Epiro                        | E.P.S. Tesprozia                      | Ε.Π.Σ. Θεσπρωτίας                         | Igoumenitsa    | 1984        | Neas Selefkias                    | https://www.epsthesprotias.gr/index.asp |
| Epiro                        | E.P.S. Prevesa e Leucade              | Ε.Π.Σ. Πρέβεζας & Λευκάδας                | Prevesa        | 1981        | Acheron Kanallaki                 | https://www.epsprevezas-lefkadas.gr/    |
| Grecia Centrale              | E.P.S. Beozia                         | Ε.Π.Σ. Βοιωτίας                           | Livadeia       | 1973        | Anagennisi Schimatariou           | https://www.epsvoiotias.gr/             |
| Grecia Centrale              | E.P.S. Eubea e Sciro                  | Ε.Π.Σ. Ευβοίας & Σκύρου                   | Calcide        | 1928        | Karystou                          | https://www.epsevias.gr/                |
| Grecia Centrale              | E.P.S. Euritania                      | Ε.Π.Σ. Ευρυτανίας                         | Karpenisi      | 1990        | Velouchi                          | https://eps-evrytanias.blogspot.com/    |
| Grecia Centrale              | E.P.S. Ftiotide                       | Ε.Π.Σ. Φθιώτιδας                          | Lamia          | 1951        | Stylidas                          | https://epsf.gr/                        |
| Grecia Centrale              | E.P.S. Focide                         | Ε.Π.Σ. Φωκίδας                            | Amfissa        | 1984        | Isaias Desfinas                   | https://epsfokidas.gr/?lang=el          |
| Grecia Occidentale           | E.P.S. Acaia                          | Ε.Π.Σ. Αχαΐας                             | Patrasso       | 1927        | Thyella Patron                    | https://epsachaias.gr/                  |
| Grecia Occidentale           | E.P.S. Etolia-Acarnania               | Ε.Π.Σ. Αιτωλοακαρνανίας                   | Missolungi     | 1968        | Aris Lepenous                     | https://www.epsaitol.gr/                |
| Grecia Occidentale           | E.P.S. Elide                          | Ε.Π.Σ. Ηλείας                             | Pyrgos         | 1969        | PAS Pyrgos                        | https://www.eps-ilias.gr/               |
| Isole Ionie                  | E.P.S. Zante                          | Ε.Π.Σ. Ζακύνθου                           | Zante          | 1987        | Thyella Ampelokipon               | https://epszakynthos.gr/                |
| Isole Ionie                  | E.P.S. Corfù, Passo e isole Diapontie | Ε.Π.Σ. Κέρκυρας, Παξών & Διαποντίων Νήσων | Corfù          | 1952        | Lefkimmi                          | https://www.epskerkyras.gr/             |
| Isole Ionie                  | E.P.S. Cefalonia e Itaca              | Ε.Π.Σ. Κεφαλληνίας & Ιθάκης               | Argostoli      | 1980        | Pallixouriakos                    | https://www.epski.gr/                   |
| Macedonia Centrale           | E.P.S. Emazia                         | Ε.Π.Σ. Ημαθίας                            | Veria          | 1954        | Veria 1960                        | https://www.eps-imathias.gr/            |
| Macedonia Centrale           | E.P.S. Kilkis                         | Ε.Π.Σ. Κιλκίς                             | Kilkis         | 1960        | PAONE                             | https://www.eps-kilkis.gr/              |
| Macedonia Centrale           | E.P.S. Macedonia (Salonicco)          | Ε.Π.Σ. Μακεδονίας (Θεσσαλονίκης)          | Salonicco      | 1924        | Akrites Sykeon                    | https://www.epsm.gr/                    |
| Macedonia Centrale           | E.P.S. Pella                          | Ε.Π.Σ. Πέλλας                             | Edessa         | 1971        | PAOK Dytikou                      | https://www.epspellas.gr/index.asp      |
| Macedonia Centrale           | E.P.S. Pieria                         | Ε.Π.Σ. Πιερίας                            | Nea Efesos     | 1980        | Ermis Exochis                     | https://epspierias.gr/                  |
| Macedonia Centrale           | E.P.S. Serres                         | Ε.Π.Σ. Σερρών                             | Serres         | 1955        | Cheimarros                        | https://www.epss.gr/                    |
| Macedonia Centrale           | E.P.S. Calcidica                      | Ε.Π.Σ. Χαλκιδικής                         | Polygyros      | 1968        | Niki Polygyrou                    | https://epshalkidikis.gr/               |
| Macedonia Occidentale        | E.P.S. Grevena                        | Ε.Π.Σ. Γρεβενών                           | Grevena        | 1982        | Vatolakkou                        | https://www.facebook.com/epsgrevenon/   |
| Macedonia Occidentale        | E.P.S. Kastoria                       | Ε.Π.Σ. Καστοριάς                          | Kastoria       | 1977        | Kastoria                          | https://epskastorias.gr/                |
| Macedonia Occidentale        | E.P.S. Kozani                         | Ε.Π.Σ. Κοζάνης                            | Kozani         | 1957        | Eordaikos                         | https://www.epskozanis.gr/index.asp     |
| Macedonia Occidentale        | E.P.S. Florina                        | Ε.Π.Σ. Φλώρινας                           | Florina        | 1979        | Megas Alexandros Aetou            | https://epsflorinas.gr/                 |
| Macedonia Orientale e Tracia | E.P.S. Drama                          | Ε.Π.Σ. Δράμας                             | Drama          | 1963        | Doxa Dramas                       | https://www.epsdramas.gr/               |
| Macedonia Orientale e Tracia | E.P.S. Evros e Samotracia             | Ε.Π.Σ. Έβρου & Σαμοθράκης                 | Alessandropoli | 1969        | Ethnikos Alexandroupolis          | https://eps-evrou.gr/                   |
| Macedonia Orientale e Tracia | E.P.S. Tracia (Rodopi)                | Ε.Π.Σ. Θράκης (Ροδόπης)                   | Komotini       | 1928        | Megas Alexandros Iasmou           | http://epsthrakis.gr/wordpress/         |
| Macedonia Orientale e Tracia | E.P.S. Kavala e Taso                  | Ε.Π.Σ. Καβάλας & Θάσου                    | Kavala         | 1930        | Aetos Ofryniou                    | https://www.epskavalas.gr/              |
| Macedonia Orientale e Tracia | E.P.S. Xanthi                         | Ε.Π.Σ. Ξάνθης                             | Xanthi         | 1978        | Xanthī                            | https://www.epsxanthis.gr/              |
| Peloponneso                  | E.P.S. Argolide                       | Ε.Π.Σ. Αργολίδας                          | Nauplia        | 1964        | Ermionidas                        | https://www.epsarg.gr/                  |
| Peloponneso                  | E.P.S. Arcadia                        | Ε.Π.Σ. Αρκαδίας                           | Tripoli        | 1953        | Ermis Meligous                    | https://www.epsarkadias.gr/             |
| Peloponneso                  | E.P.S. Corinzia                       | Ε.Π.Σ. Κορινθίας                          | Corinto        | 1946        | Pelopas Kiatou                    | https://www.epskor.gr/                  |
| Peloponneso                  | E.P.S. Laconia                        | Ε.Π.Σ. Λακωνίας                           | Sparta         | 1952        | Asteras Vlachioti                 | https://www.epslak.gr/                  |
| Peloponneso                  | E.P.S. Messenia                       | Ε.Π.Σ. Μεσσηνίας                          | Kalamata       | 1929        | Panthouriakos                     | https://www.epsmes.gr/                  |
| Tessaglia                    | E.P.S. Tessaglia (Magnesia e Sporadi) | Ε.Π.Σ. Θεσσαλίας (Μαγνησίας & Σποράδων)   | Volo           | 1929        | Sarakinos                         | https://epsth.gr/                       |
| Tessaglia                    | E.P.S. Karditsa                       | Ε.Π.Σ. Καρδίτσας                          | Karditsa       | 1968        | Asteras Karditsas                 | https://www.epskarditsas.gr/            |
| Tessaglia                    | E.P.S. Larissa                        | Ε.Π.Σ. Λάρισας                            | Larissa        | 1960        | Elassona                          | https://epslarissas.gr/                 |
| Tessaglia                    | E.P.S. Trikala                        | Ε.Π.Σ. Τρικάλων                           | Trikala        | 1974        | Digenis Neochoriou                | https://www.epst.gr/                    |

## Play-off
Per la promozione dal primo livello periferico alla Gamma Ethniki, l’ultimo livello nazionale, si svolgono dei play-off tra le vincitrici di tutte le associazioni divise in gruppi territoriali, ed ad ottenere il diritto di iscrizione alla categoria superiore sono le prime tre classificate di ognuno degli 8 gruppi più le migliori 4 quarte classificate. Nel caso in cui una o più squadre aventi tale diritto rifiutasse l’iscrizione, il diritto passerebbe alla migliore squadra esclusa secondo una particolare classifica generale, poi quella successiva e così seguendo. Nella stagione 2025-2026 non è previsto che abbiano luogo, con tutte le 53 squadre campionesse e le seconde classificate di Macedonia (Salonicco), Atene e Pireo (E.P.S. fondatori dell'EPO) direttamente promosse.
| Stagione  | Partecipanti | Promozioni |
| --------- | ------------ | ---------- |
| 2021-2022 | 56           | 24         |
| 2022-2023 | 54           | 28         |
| 2023-2024 | 56           | 30         |
| 2024-2025 | 56           | 28         |